# Snelwegangst
Snelwegangst is een term die gebruikt wordt voor een subtype van rijangst. Veelal betreft het rijangst ten gevolge van een paniekstoornis of een bijkomend verschijnsel van overbelasting. Snelwegangst waar overbelasting een grote rol speelt zonder dat hierbij wordt voldaan aan de criteria van een paniekstoornis kan actueel blijven nadat de periode van overbelasting reeds achter de rug is (Van den Berg, Boon en Van Bergen 2005).
Snelwegangst komt het meest voor bij mensen van middelbare leeftijd. Vrouwen zijn wat oververtegenwoordigd, ofschoon ook mannen geregeld last hebben van deze gevoeligheid.